# Саксаул
Саксаул (Halóxylon) — рід рослин родини амарантових (іноді відносять до родини  лободових (Chenopodiacece).
Чагарники, або невеликі дерева (висотою 1,5-12 м) з вилкоподібним розгалуженням і членистими ламкими молодими пагонами. Листя у вигляді супротивних дрібних безбарвних лусок або горбків (фотосинтез здійснюють зелені гілки). Квітки двостатеві, сидять по 4 в пазухах лускоподібний приквітків. Оцвітина з 5 плівкових листочків, що утворюють у плоду (горішка) крила. Коренева система потужна, досягає 10-11 м в глибину.
Поширені 10 видів саксаулу, у напівпустелях і пустелях Азії. У Казахстані та Середній Азії росте 3 види: саксаул чорний (Haloxylon aphyllum), саксаул білий (Haloxylon persicum), саксаул зайсанський (Haloxylon ammodendron), який іноді розглядають як підвид саксаулу чорного.
Саксаул може бути чагарником або невеликим деревом. Він належить до підродини марево, родини амарантових. Найбільші популяції цього виду можна зустріти в пустелях Казахстану, Узбекистану і Туркменії, на території Китаю, Афганістану та Ірану.

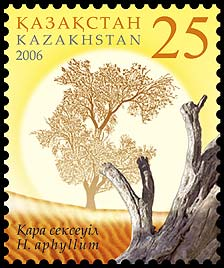
Поштова марка Казахстану із зображенням чорного саксаулу

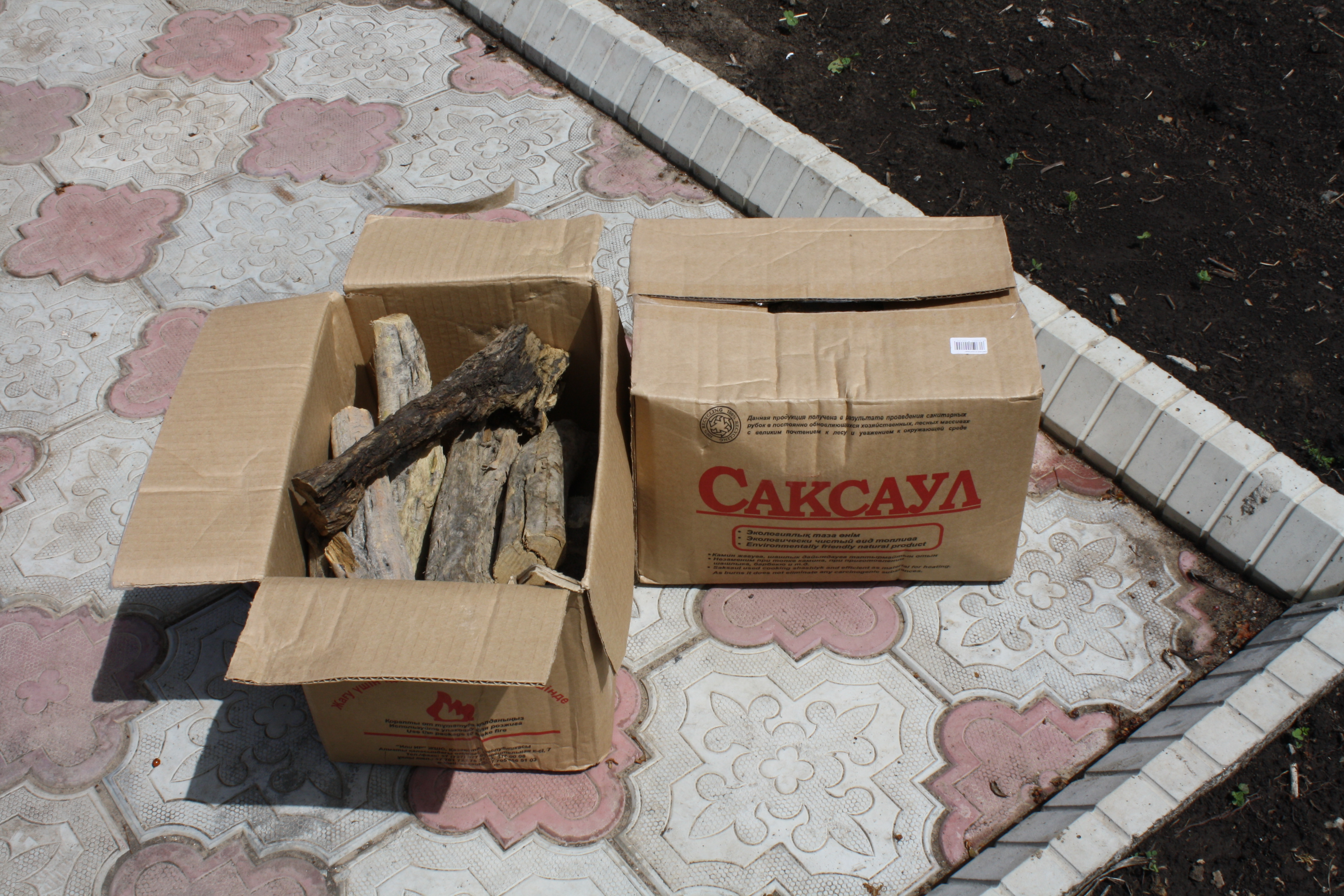
Коробка із саксаулом для смаження шашликів

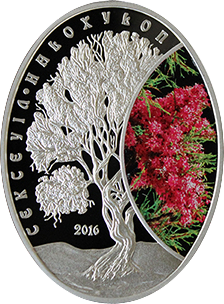
Монета Казахстану 2016 року номіналом у 500 тенге із зображенням саксаулу